# Колин Грийнуд
Колин Чарълз Грийнуд (Colin Greenwood), роден 26 юни, 1969), е член на групата Radiohead. Обикновено свири на бас китара и е брат на друг член от групата – Джони Грийнуд. Относно брат си Колин казва: „Точно обратно на Gallaghers ние ги превъзхождаме в частност и се разбираме много отлично пред публика за разлика от тях… Много е хубаво да бъдеш някъде, където е и член от семейството ти и да се разбирате наистина добре“.

## Биография
Като студент Колин изучава английска литература в Peterhouse College (Кеймбридж). Същевременно работи като ръководител на приеми към колежа и успява да организира няколко ангажимента за групата. По-късно, докато работи във верига магазини Our Price, очевидно е имал голям късмет в подпомагането на групата за успешно начало. Един ден, привършвайки обиколката си като търговски представител за EMI Records, Кейт Уозенкрофт влиза в магазина и Колин казва: „Трябва да чуете групата ми“ и му подава тяхната демо касета. Това е било напълно достатъчно, за да започне групата съвместната работа с EMI. Съпругата му Моли е американска писателка, а самият Колин през последните години печели дипломи в състезания за писане на поезия.